# Aberranta sulcata
Aberranta sulcata är en ringmaskart som beskrevs av Mackie, Pleijel och Rouse 2005. Aberranta sulcata ingår i släktet Aberranta och familjen Aberrantidae. Inga underarter finns listade i Catalogue of Life.